# Андреа (Ходячі мерці)
Андреа (прізвище Гаррісон у «Ходячих мерцях: Інстинкт виживання») (англ. Andrea) — вигаданий персонаж із серії коміксів «Ходячі мерці», яку зобразила Лорі Голден в однойменному американському телесеріалі. Персонаж був створений письменником Робертом Кіркманом і художником Тоні Муром і дебютував у «Ходячі мерці» #2 у 2003 році. В обох медіа вона та її молодша сестра є серед групи тих, хто вижив поблизу Атланти, штат Джорджія.
У серії коміксів Андреа — 25-річна клерк юридичної фірми, яка розвивається з невпевненої та недосвідченої молодої жінки в зрілого та загартованого воїна, який убив більше, ніж будь-який інший персонаж. Вона налагоджує стосунки з моральним компасом Дейлом, і вони створюють недовгу сім'ю з прийомними синами-близнюками Біллі та Беном. Андреа стає головним стрілком групи, а згодом і головним підбурювачем у війні проти сумнозвісного тирана Ніґана. Під час цієї події стрес війни та горе через втрату сім'ї зближує її з лідером групи Ріком Граймсом, з яким після цього вона зав'язує романтичні стосунки, а також стає сурогатною матір'ю Карла, який починає називати її «мама».
У телевізійному серіалі Андреа старша на одинадцять років і колишній успішний адвокат з цивільних прав, який створює міцні, але платонічні стосунки з моральним центром Дейлом Горватом. Її горе через втрату сестри спонукає її до спроби самогубства. Роберт Кіркман запевнив, що це започаткує її перетворення на «безстрашного стрілка», що віддзеркалює її колегу з коміксів, хоча в третьому сезоні образ персонажа різко відхиляється від її коміксів, а її основна сюжетна арка полягає в тому, що персонажа спіймали, у конфлікті між Ріком і Губернатором.
За виконання ролі Андреа Голден отримала схвальні відгуки, хоча історія персонажа в третьому сезоні не була добре сприйнята. Вона була номінована на кілька нагород, включаючи премію Сатурн за найкращу жіночу роль другого плану на телебаченні в 2010 році. Пізніше вона виграє ту ж нагороду в 2013 році.